# 威尔逊·布朗
威尔逊·布朗（英語：Wilson Brown, Jr.；1882年4月27日—1957年1月2日），美國海軍中將，在第一次世界大战、第二次世界大战担任海军军官。1944年退役后，还曾担任海军顾问。